# La Veuve (film)
Pour les articles homonymes, voir La Veuve.
Pour plus de détails, voir Fiche technique et Distribution.
La Veuve (La vedova X) est un film italien réalisé par Lewis Milestone, sorti en 1955.

## Synopsis
Vittorio, un jeune pilote de course, ne sait pas s'il doit épouser la riche veuve Diana ou la jeune fille innocente Adriana, ce qui contrairie les deux femmes. Au moment, il allait se décider, Vittorio meurt dans un accident de voiture.

## Fiche technique
- Titre original : La vedova X
- Titre français : La Veuve
- Réalisation : Lewis Milestone
- Scénario : Lewis Milestone, Giuseppe Mangione, Corrado Sofia et Louis Stevens d'après Susan York
- Photographie : Arturo Gallea
- Musique : Mario Nascimbene
- Assistant-réalisateur : Fabio De Agostini
- Pays d'origine :  Italie
- Format : Noir et blanc - 1,37:1 - Mono
- Genre : drame
- Durée : 95 minutes
- Date de sortie : 1955

## Distribution
- Leonardo Botta : Bonelli
- Anna Maria Ferrero : Adriana
- Patricia Roc : Diana
- Massimo Serato : Vittorio
- Akim Tamiroff : l'oncle